# Клайв, Китти
Китти Клайв, урождённая Кэтрин Рафтор (англ. Kitty Clive; 15 ноября 1711, Лондон — 6 декабря 1785, Туикенем) — английская театральная актриса, оперная певица (сопрано) и драматург. Играла в комедиях и фарсах; участвовала в лондонских премьерах ораторий Генделя.

## Биография
Кэтрин Рафтор родилась 15 ноября 1711 года в Лондоне. Её отцом был адвокат Уильям Рафтор, родом из Килкенни. В возрасте 17 лет Китти, с детства увлекавшаяся театром, дебютировала на сцене «Друри-Лейн» в небольшой роли в пьесе Натаниэля Ли «Митридат, Понтийский царь». Впоследствии она около 40 лет играла в труппе этого театра, заняв положение ведущей комедийной актрисы. В 1732 году Китти Рафтор вышла замуж за Джорджа Клайва, барристера, но впоследствии супруги расстались по обоюдному согласию.
Китти Клайв с большим успехом выступала в комедиях и фарсах, как актриса и как певица. Одной из самых ярких её ролей стала Нелл в балладной опере «Сам чёрт ногу сломит» Чарльза Коффи. Хвалебные отзывы получило её исполнение партии Полли в «Опере нищего» в 1732 году. Играла она и в комедиях Шекспира, в том числе Катарину («Укрощение строптивой») и Порцию («Венецианский купец»). Генри Филдинг создал специально для Китти Клайв ряд ролей в своих фарсах. Они были насыщены музыкальными номерами, а характеры героинь создавались с учётом особенностей её дарования. Филдинг настолько ценил её талант, что в предисловии к «Мнимому врачу» (1732) приписал успех спектакля прекрасной игре актрисы, а два года спустя предпослал своему фарсу «Служанка-интриганка» адресованную ей хвалебную эпистолу. Новый этап карьеры Китти Клайв начался в 1747 году, когда Друри-Лейн возглавил Дэвид Гаррик. На протяжении трёх сезонов она была его постоянной партнёршей по сцене.
Китти Клайв поддерживала дружбу с Г. Ф. Генделем. Специально для неё композитор написал две песни, которые исполнялись в постановках в Друри-Лейн. Кроме того, она участвовала в лондонской премьере двух его ораторий: Гендель выбрал её на роль Далилы в оратории «Самсон», а также переработал речитатив в «Мессии» в полноценную арию, которую она исполнила. Современники высоко отзывались о даровании Китти Клайв: авторитетный критик Сэмюэл Джонсон называл её лучшей актрисой, какую он когда-либо видел, а Томас Кук писал о её вокальном мастерстве, что ей нет равных, если не считать лучшие голоса итальянской оперы.
Китти Клайв не только играла в комедиях, но и сама написала несколько произведений в этом жанре. В 1769 году она оставила театр, в последний раз появившись на сцене в комедии Элизабет Гриффит «The School for Rakes». В последние годы своей жизни Клайв сблизилась с Хорасом Уолполом, который подарил ей виллу в Туикинеме близ своей собственной, впоследствии известную как Little Strawberry Hill. Там актриса жила вплоть до своей смерти 6 декабря 1785 года. Уолпол посвятил её памяти стихотворение, которое было выгравировано на мемориальной урне, установленной в саду рядом с её виллой.